# 戈氏腔吻鱈
戈氏腔吻鱈，為輻鰭魚綱鱈形目鼠尾鱈科的其中一種，分布於澳大利亞新南威爾斯至南澳大利亞、西澳大利亞海域，深度200-700公尺，體長可達30公分，屬深海底棲性魚類，棲息在大陸坡底中層水域，生活習性不明。